# Nascar Winston Cup Series 1976
Nascar Winston Cup Series 1976 var den 28:e upplagan av den främsta divisionen av professionell stockcarracing i USA sanktionerad av National Association for Stock Car Auto Racing.
Säsongen bestod av 30 race och inleddes 18 januari på Riverside International Raceway i Kalifornien och avslutades 21 november på Ontario Motor Speedway. Serien vanns av Cale Yarborough i en Chevrolet körande för Junior Johnson & Associates. Det var Yarboroughs första av tre raka mästerskapstitlar. Chevrolet vann märkesmästerskapet.

## Tävlingskalender
| Nr | Officiellt namn           | Bana                                                        | Datum        |
| -- | ------------------------- | ----------------------------------------------------------- | ------------ |
| 1  | Winston Western 500       | Riverside International Raceway, Riverside, Kalifornien     | 18 januari   |
| KV | 125 Mile Qualifying Races | Daytona International Speedway, Daytona Beach, Florida      | 12 februari  |
| 2  | Daytona 500               | Daytona International Speedway, Daytona Beach, Florida      | 15 februari  |
| 3  | Carolina 500              | North Carolina Speedway, Rockingham, North Carolina         | 29 februari  |
| 4  | Richmond 500              | Richmond Fairgrounds Raceway, Richmond, Virginia            | 7 mars       |
| 5  | Southeastern 500          | Bristol International Speedway, Bristol, Tennessee          | 14 mars      |
| 6  | Atlanta 500               | Atlanta International Raceway, Hampton, Georgia             | 21 mars      |
| 7  | Gwyn Staley 400           | North Wilkesboro Speedway, North Wilkesboro, North Carolina | 4 april      |
| 8  | Rebel 500                 | Darlington Raceway, Darlington, South Carolina              | 11 april     |
| 9  | Virginia 500              | Martinsville Speedway, Martinsville, Virginia               | 25 april     |
| 10 | Winston 500               | Alabama International Motor Speedway, Talladega, Alabama    | 2 maj        |
| 11 | Music City USA 420        | Nashville Speedway, Nashville, Tennessee                    | 8 maj        |
| 12 | Mason-Dixon 500           | Dover Downs International Speedway, Dover, Delaware         | 16 maj       |
| 13 | World 600                 | Charlotte Motor Speedway, Concord, North Carolina           | 30 maj       |
| 14 | Riverside 400             | Riverside International Raceway, Riverside, Kalifornien     | 13 juni      |
| 15 | Cam 2 Motor Oil 400       | Michigan International Speedway, Brooklyn, Michigan         | 20 juni      |
| 16 | Firecracker 400           | Daytona International Speedway, Daytona Beach, Florida      | 4 juli       |
| 17 | Nashville 420             | Nashville Speedway, Nashville, Tennessee                    | 17 juli      |
| 18 | Purolator 500             | Pocono Raceway, Long Pond, Pennsylvania                     | 1 augusti    |
| 19 | Talladega 500             | Alabama International Motor Speedway, Talladega, Alabama    | 8 augusti    |
| 20 | Champion Spark Plug 400   | Michigan International Speedway, Brooklyn, Michigan         | 22 augusti   |
| 21 | Volunteer 500             | Bristol International Speedway, Bristol, Tennessee          | 29 augusti   |
| 22 | Southern 500              | Darlington Raceway, Darlington, South Carolina              | 6 september  |
| 23 | Capital City 400          | Richmond Fairgrounds Raceway, Richmond, Virginia            | 12 september |
| 24 | Delaware 500              | Dover Downs International Speedway, Dover, Delaware         | 19 september |
| 25 | Old Dominion 500          | Martinsville Speedway, Martinsville, Virginia               | 26 september |
| 26 | Wilkes 400                | North Wilkesboro Speedway, North Wilkesboro, North Carolina | 3 oktober    |
| 27 | National 500              | Charlotte Motor Speedway, Concord, North Carolina           | 10 oktober   |
| 28 | American 500              | North Carolina Speedway, Rockingham, North Carolina         | 24 oktober   |
| 29 | Dixie 500                 | Atlanta International Raceway, Hampton, Georgia             | 7 november   |
| 30 | Los Angeles Times 500     | Ontario Motor Speedway, Ontario, Kalifornien                | 21 november  |

## Resultat
| Nr | Tävling                    | Pole position   | Flest ledda varv | Vinnare         | Team/ bilägare              | Konstruktör | Rapport |
| -- | -------------------------- | --------------- | ---------------- | --------------- | --------------------------- | ----------- | ------- |
| 1  | Winston Western 500        | Bobby Allison   | David Pearson    | David Pearson   | Wood Brothers Racing        | Mercury     | Rapport |
| KV | 125 Mile Qualifying Race 1 | Ramo Stott      | Buddy Baker      | Dave Marcis     | K&K Insurance Racing        | Dodge       | Rapport |
| KV | 125 Mile Qualifying Race 2 | Terry Ryan      | Richard Petty    | Darrell Waltrip | DiGard Motorsports          | Chevrolet   | Rapport |
| 2  | Daytona 500                | Ramo Stott      | Richard Petty    | David Pearson   | Wood Brothers Racing        | Mercury     | Rapport |
| 3  | Carolina 500               | Dave Marcis     | Richard Petty    | Richard Petty   | Petty Enterprises           | Dodge       | Rapport |
| 4  | Richmond 500               | Bobby Allison   | Dave Marcis      | Dave Marcis     | K&K Insurance Racing        | Dodge       | Rapport |
| 5  | Southeastern 500           | Buddy Baker     | Cale Yarborough  | Cale Yarborough | Junior Johnson & Associates | Chevrolet   | Rapport |
| 6  | Atlanta 500                | Dave Marcis     | Cale Yarborough  | David Pearson   | Wood Brothers Racing        | Mercury     | Rapport |
| 7  | Gwyn Staley 400            | Dave Marcis     | Cale Yarborough  | Cale Yarborough | Junior Johnson & Associates | Chevrolet   | Rapport |
| 8  | Rebel 500                  | David Pearson   | Buddy Baker      | David Pearson   | Wood Brothers Racing        | Mercury     | Rapport |
| 9  | Virginia 500               | Dave Marcis     | Darrell Waltrip  | Darrell Waltrip | DiGard Motorsports          | Chevrolet   | Rapport |
| 10 | Winston 500                | Dave Marcis     | Buddy Baker      | Buddy Baker     | Bud Moore Engineering       | Ford        | Rapport |
| 11 | Music City USA 420         | Benny Parsons   | Cale Yarborough  | Cale Yarborough | Junior Johnson & Associates | Chevrolet   | Rapport |
| 12 | Mason-Dixon 500            | Dave Marcis     | Benny Parsons    | Benny Parsons   | DeWitt Racing               | Chevrolet   | Rapport |
| 13 | World 600                  | David Pearson   | David Pearson    | David Pearson   | Wood Brothers Racing        | Mercury     | Rapport |
| 14 | Riverside 400              | David Pearson   | Cale Yarborough  | David Pearson   | Wood Brothers Racing        | Mercury     | Rapport |
| 15 | Cam 2 Motor Oil 400        | Richard Petty   | Cale Yarborough  | David Pearson   | Wood Brothers Racing        | Mercury     | Rapport |
| 16 | Firecracker 400            | A.J. Foyt       | Cale Yarborough  | Cale Yarborough | Junior Johnson & Associates | Chevrolet   | Rapport |
| 17 | Nashville 420              | Bobby Allison   | Benny Parsons    | Benny Parsons   | DeWitt Racing               | Chevrolet   | Rapport |
| 18 | Purolator 500              | Cale Yarborough | David Pearson    | Richard Petty   | Petty Enterprises           | Dodge       | Rapport |
| 19 | Talladega 500              | Dave Marcis     | Buddy Baker      | Dave Marcis     | K&K Insurance Racing        | Dodge       | Rapport |
| 20 | Champion Spark Plug 400    | David Pearson   | Cale Yarborough  | David Pearson   | Wood Brothers Racing        | Mercury     | Rapport |
| 21 | Volunteer 500              | Darrell Waltrip | Cale Yarborough  | Cale Yarborough | Junior Johnson & Associates | Chevrolet   | Rapport |
| 22 | Southern 500               | David Pearson   | David Pearson    | David Pearson   | Wood Brothers Racing        | Mercury     | Rapport |
| 23 | Capital City 400           | Benny Parsons   | Cale Yarborough  | Cale Yarborough | Junior Johnson & Associates | Chevrolet   | Rapport |
| 24 | Delaware 500               | Cale Yarborough | Cale Yarborough  | Cale Yarborough | Junior Johnson & Associates | Chevrolet   | Rapport |
| 25 | Old Dominion 500           | Darrell Waltrip | Cale Yarborough  | Cale Yarborough | Junior Johnson & Associates | Chevrolet   | Rapport |
| 26 | Wilkes 400                 | Darrell Waltrip | Cale Yarborough  | Cale Yarborough | Junior Johnson & Associates | Chevrolet   | Rapport |
| 27 | National 500               | David Pearson   | Buddy Baker      | Donnie Allison  | Ellington Racing            | Chevrolet   | Rapport |
| 28 | American 500               | David Pearson   | Richard Petty    | Richard Petty   | Petty Enterprises           | Dodge       | Rapport |
| 29 | Dixie 500                  | Buddy Baker     | Dave Marcis      | Dave Marcis     | K&K Insurance Racing        | Dodge       | Rapport |
| 30 | Los Angeles Times 500      | David Pearson   | David Pearson    | David Pearson   | Wood Brothers Racing        | Mercury     | Rapport |